# Liste der Biografien/Oll
Liste der Biografien |
Portal Biografien |
Personensuche
# |
A |
B |
C |
D |
E |
F |
G |
H |
I |
J |
K |
L |
M |
N |
O |
P |
Q |
R |
S |
T |
U |
V |
W |
X |
Y |
Z |
?
 
Oa |
Ob |
Oc |
Od |
Oe |
Of |
Og |
Oh |
Oi |
Oj |
Ok |
Ol |
Om |
On |
Oo |
Op |
Oq |
Or |
Os |
Ot |
Ou |
Ov |
Ow |
Ox |
Oy |
Oz
 
Ola |
Olb |
Olc |
Old |
Ole |
Olf |
Olg |
Olh |
Oli |
Olj |
Olk |
Oll |
Olm |
Oln |
Olo |
Olp |
Olr |
Ols |
Olt |
Olu |
Olv |
Olw |
Oly |
Olz
Die Liste der Biografien führt alle Personen auf, die in der deutschsprachigen Wikipedia einen Artikel haben. Dieses ist eine Teilliste mit 107 Einträgen von Personen, deren Namen mit den Buchstaben „Oll“ beginnt.

## Oll
- Oll, Lembit (1966–1999), estnischer Schachspieler

### Olla
- Olla, Nadia (* 2000), neuseeländische Fußballspielerin
- Olla, Paulinus Yan (* 1963), indonesischer Geistlicher, römisch-katholischer Bischof von Tanjung Selor
- Olla, Stefano (* 1959), italienischer Mathematiker
- Ollaik, Rami (* 1972), libanesischer Autor, Anwalt und Dozent für Bienenhaltung an der American University of Beirut (AUB)
- Olland, Adolf (1867–1933), niederländischer Schachmeister
- Ollander, Bo (1943–1973), schwedischer Eisschnellläufer
- Ollarves, José (* 1953), venezolanischer Radrennfahrer

### Olld
- Olldashi, Sokol (1972–2013), albanischer Politiker

### Olle
- Ollé Ollé, Alain Junior (* 1987), kamerunischer Fußballspieler
- Ollé Ollé, Bertin (1961–2024), kamerunischer Fußballspieler
- Olle, Raul (* 1968), estnischer Skilangläufer
- Olle, Werner (* 1945), deutscher Wirtschaftswissenschaftler und Hochschullehrer
- Ollé-Laprune, Léon (1839–1898), französischer katholischer Philosoph
- Ollech, Ernst (1936–2017), deutscher Kaufmann und Landespolitiker (SPD), MdA
- Ollech, Karl Rudolf von (1811–1884), preußischer General der Infanterie
- Ollech, Liane (* 1957), deutsche Politikerin (SPD), MdA
- Ollech, Yves (* 1970), deutscher Koch
- Ollendorff, Charlotte (1894–1943), deutsche Althistorikerin
- Ollendorff, Fanny (1893–1983), deutsch-israelische Pionierin der Sozialarbeit in Deutschland, Palästina und später in Israel
- Ollendorff, Franz Heinrich (1900–1981), deutscher Elektrotechniker
- Ollendorff, Fritz (1912–1977), deutscher Opernsänger (Stimmlage Bass, Fach Bassbuffo)
- Ollendorff, Heinrich Gottfried (1803–1865), deutscher Grammatikschreiber und Sprachpädagoge
- Ollendorff, Henry B. (1907–1979), US-amerikanischer Jurist und Sozialarbeiter
- Ollendorff, Oskar (1865–1939), deutscher Kunsthistoriker
- Ollendorff, Paul (1851–1920), französischer Verleger und Buchhändler
- Ollendorff, Paula (1860–1938), deutsche Pädagogin und Kommunalpolitikerin
- Ollenhauer, Erich (1901–1963), deutscher Politiker (SPD), MdB, MdEPErich Ollenhauer (1901–1963)

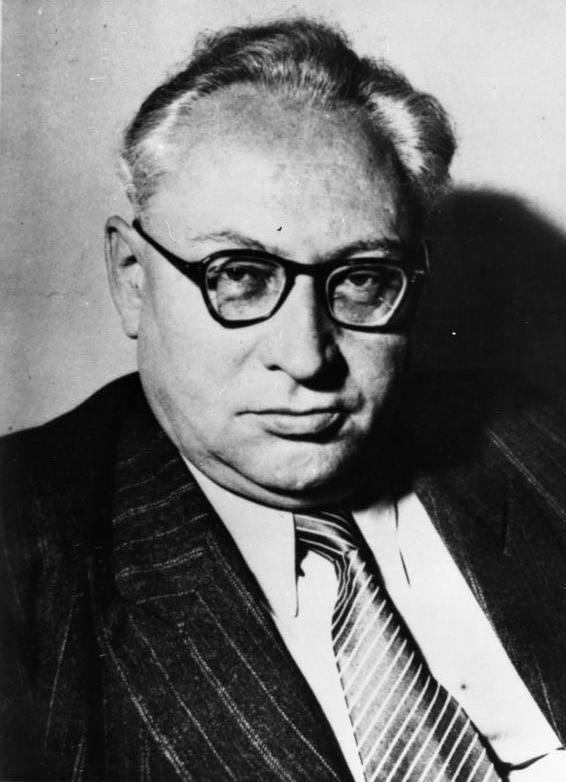
Erich Ollenhauer (1901–1963)

- Ollenhauer, Hildegard (1902–1995), deutsche Politikerin (SPD), MdHB
- Ollennu Awua-Asamoa, Amerley (* 1956), ghanaische Diplomatin und Managerin
- Ollennu, Nii Amaa (1906–1986), ghanaischer Politiker, Staatschef von Ghana
- Ollenroth, Johann Karl Friedrich (1788–1848), deutscher Mediziner
- Ollenschläger, Günter (* 1951), deutscher Internist und Medizinpublizist
- Öller, Burkhardt (1942–2014), deutscher Fußballtorwart
- Oller, Germán, uruguayischer Politiker
- Oller, Germán († 1985), uruguayischer Politiker
- Öller, Josef (1949–2008), österreichischer Politiker (SPÖ), Landtagsabgeordneter
- Oller, Joseph (1839–1922), katalanisch-französischer Impresario und wird als Erfinder des Totalisators genannt
- Oller, Narcís (1846–1930), katalanischer Schriftsteller
- Oller, Olga (1887–1978), austroamerikanische Individualpsychologin
- Oller, Pere, katalanischer Bildhauer der Gotik
- Öller, Tobias (* 1974), deutscher Kabarettist, Bühnenkünstler, Musiker und AutorTobias Öller (* 1974)

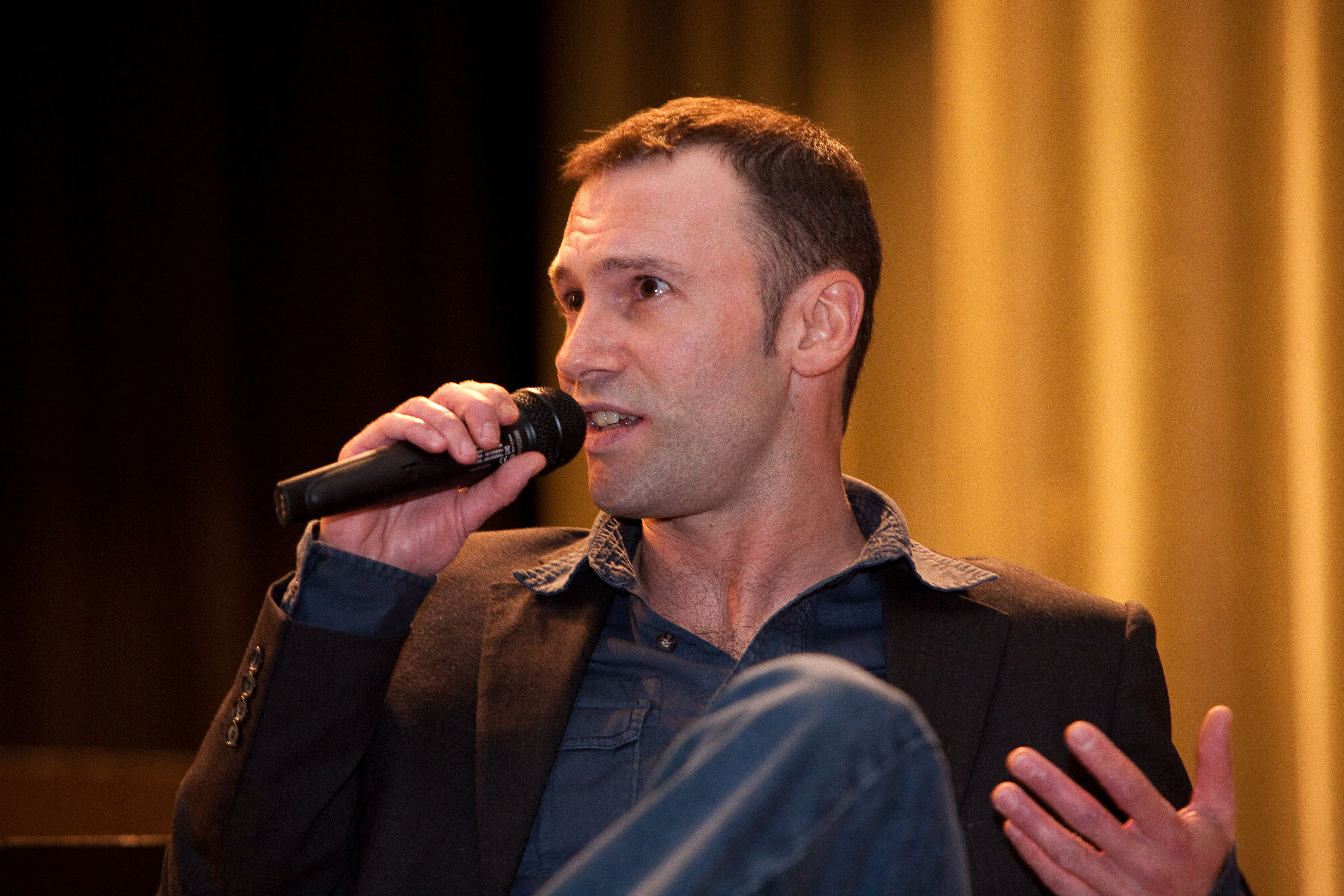
Tobias Öller (* 1974)

- Oller, Tony (* 1991), US-amerikanischer Schauspieler und Sänger
- Ollerenshaw, Doug (* 1979), US-amerikanischer Radrennfahrer
- Ollerenshaw, Kathleen (1912–2014), britische Mathematikerin und Politikerin
- Ollerenshaw, Keith (1928–2016), australischer Marathonläufer
- Öllerer, Georg (1907–1991), Harmonikabauer
- Olleris, Robert (1890–1957), französischer Offizier, Generalleutnant
- Ollert, Ralf (* 1960), deutscher Politiker (NPD)
- Ollert, Simon (* 1997), deutscher Fußballspieler
- Ollertz, Ralf R. (* 1964), deutscher Komponist und gemeinsam mit Toula Limnaios, Künstlerischer Leiter der cie. toula limnaios und der HALLE Tanzbühne Berlin
- Ollesch, Alfred (1915–1978), deutscher Ingenieur und Politiker (FDP), MdL, MdB
- Ollesch, Heinz (* 1966), deutscher Kraftsportler
- Ollesch, Walter (* 1896), deutscher Parteifunktionär (NSDAP)
- Ollestad, Norman (* 1967), US-amerikanischer Schriftsteller
- Olley, Margaret (1923–2011), australische Malerin

### Olli
- Olli, Harri (* 1985), finnischer Skispringer
- Olli, Kalevi (* 1951), finnischer Opernsänger, Komponist und Dirigent
- Olli, Petra (* 1994), finnische Ringerin
- Ollick, Esther (* 1980), deutsche Händlerin von Objekten der Stilrichtung Vintage
- Ollie, Kevin (* 1972), US-amerikanischer Basketballspieler und -trainer
- Ollier, Claude (1922–2014), französischer Schriftsteller
- Ollier, Edmea, italienische Bogenbiathletin
- Ollier, Patrick (* 1944), französischer Politiker (RPR, UMP), Präsident der Nationalversammlung
- Ollier, Rémy (1816–1845), Journalist, Autor, politischer Aktivist
- Olliero, Alexandre (* 1996), französischer Fußballtorwart
- Ollife, Florence (1851–1930), britische Autorin
- Olliff, John (1908–1951), englischer Tennisspieler und Sportjournalist
- Ollig, Hans-Ludwig (* 1943), deutscher römisch-katholischer Theologe
- Olligs, Heinrich (* 1900), deutscher Industrieller
- Ollik, Ervin (1915–1996), estnischer Fußballspieler
- Ollik, Johann (1905–1945), deutscher Widerstandskämpfer
- Ollikainen, Aki (* 1973), finnischer Journalist und Schriftsteller
- Ollikainen, Mikko (* 1977), finnischer Politiker und Sportfunktionär
- Ollila, Jorma (* 1950), finnischer Manager (Nokia)Jorma Ollila (* 1950)

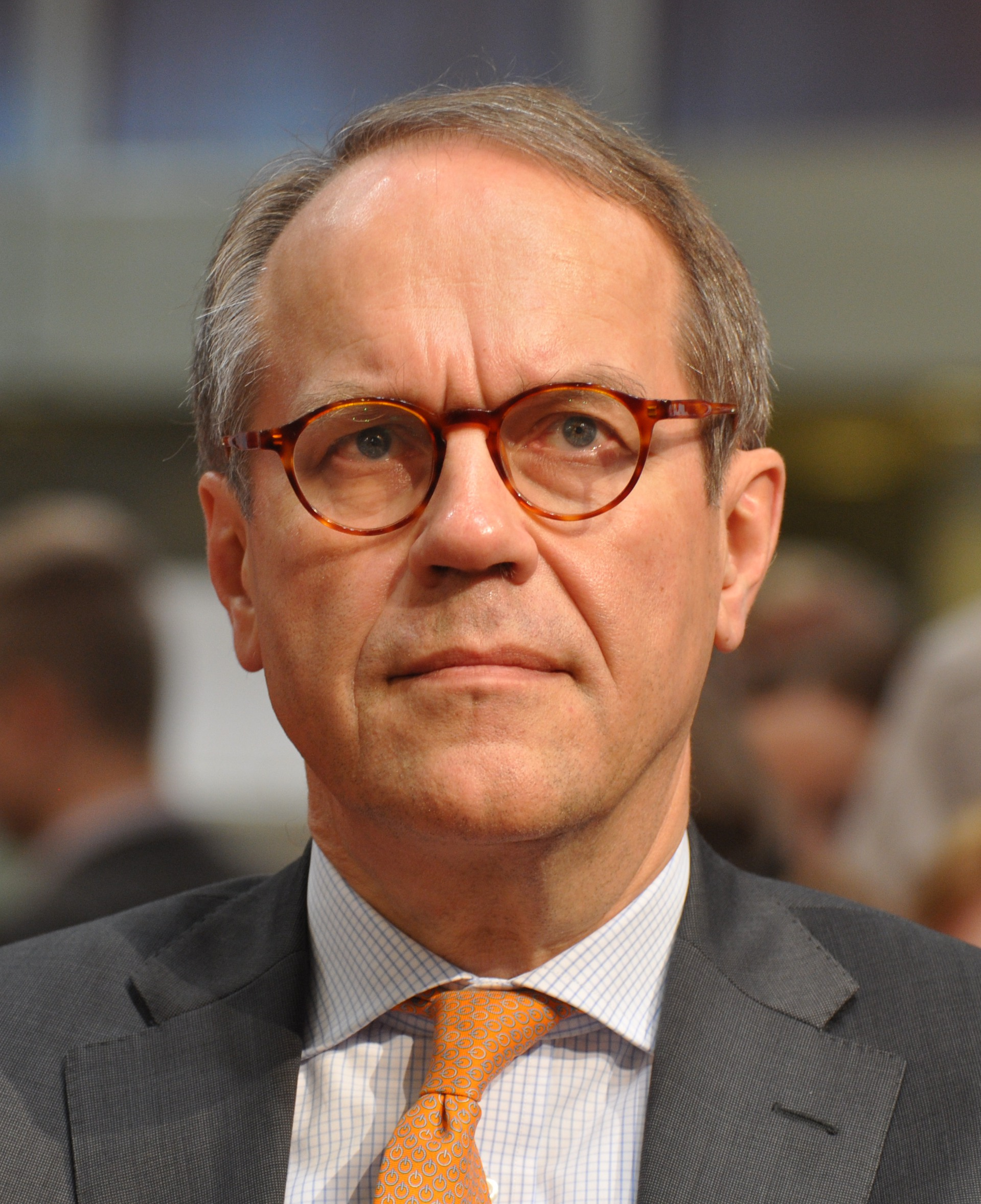
Jorma Ollila (* 1950)

- Ollila, Jukka (* 1973), finnischer Eishockeyspieler und -trainer
- Öllinger, Alois (* 1953), deutscher Künstler
- Öllinger, Ferry (* 1959), österreichischer SchauspielerFerry Öllinger (* 1959)

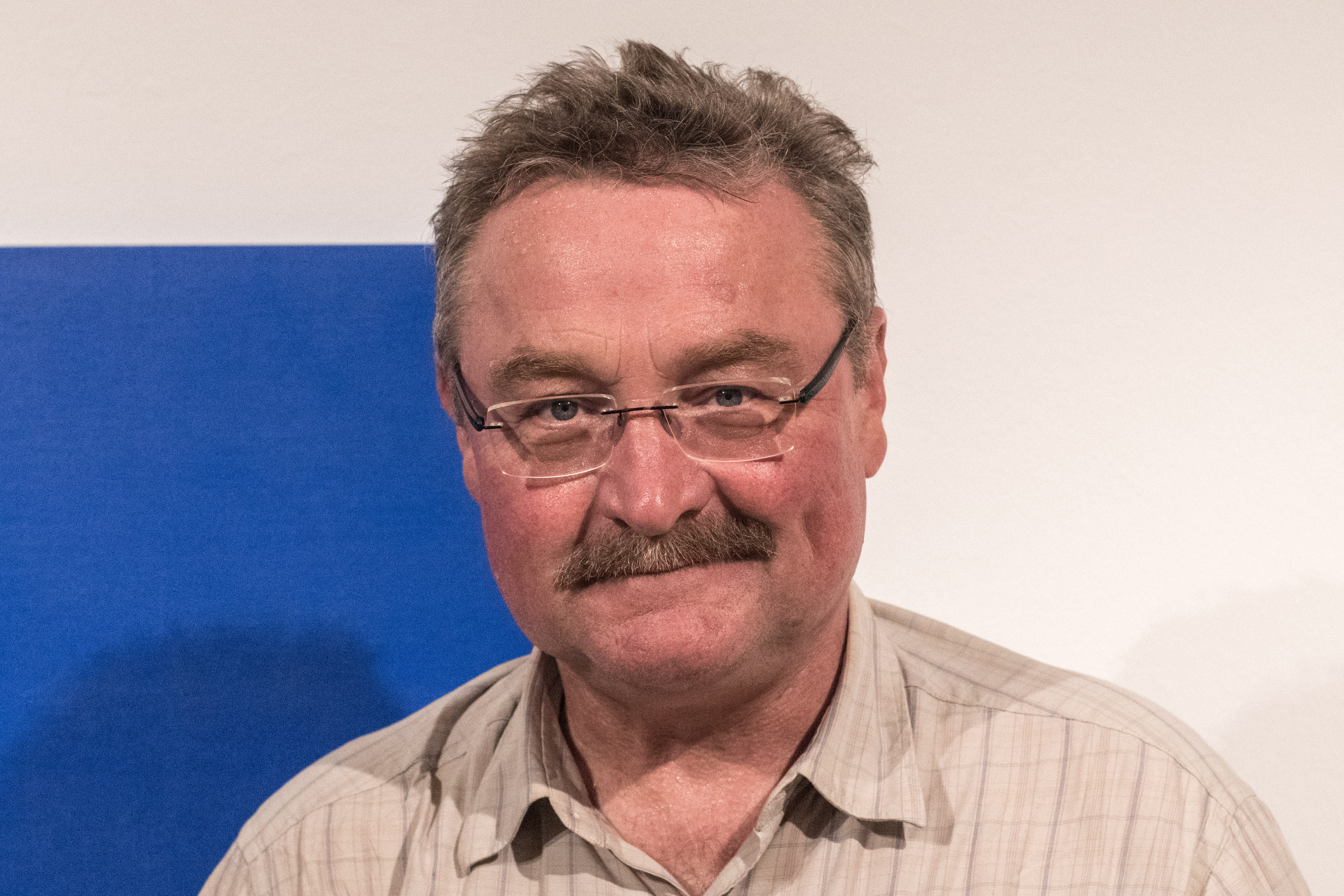
Ferry Öllinger (* 1959)

- Öllinger, Georg (1487–1557), deutscher Apotheker
- Öllinger, Johann (1914–1990), österreichischer Nationalsozialist und Landwirtschaftsminister
- Öllinger, Karl (* 1951), österreichischer Politiker (Grüne), Abgeordneter zum Nationalrat
- Öllinger, Robert, österreichischer Chirurg
- Ollinger, Wilhelm, deutscher Landrat
- Ollis, Ian (* 1970), südafrikanischer Politiker der Demokratischen Allianz
- Ollis, William David (1924–1999), britischer Chemiker und Hochschullehrer
- Ollison, Qadree (* 1996), US-amerikanischer American-Football-Spieler
- Ollitrault de Kéryvallan, Jean-Baptiste (1862–1929), französischer römisch-katholischer Geistlicher, Trappist, Abt und Generalabt
- Ollivier, Émile (1825–1913), französischer Politiker und Staatsmann
- Ollivier, Mathilde (* 1994), französische Schauspielerin und Model
- Ollivier, Mikaël (* 1968), französischer Schriftsteller und Drehbuchautor
- Ollivier, Valère (1921–1958), belgischer Radrennfahrer
- Ollivierre, Terrance, vincentischer Politiker
- Ollivon, Charles (* 1993), französischer Rugby-Union-Spieler
- Olliwier, Eva (1904–1955), schwedische Wasserspringerin

### Ollk
- Ollk, Helmut (1911–1979), deutscher Architekt

### Ollm
- Ollman, Bertell (* 1935), US-amerikanischer Politikwissenschaftler
- Ollmann, Josefine (1908–2022), deutsche Altersrekordlerin
- Ollmert, Karl (1874–1965), deutscher Politiker (Zentrum)

### Ollo
- Ollo, Patrice (* 1986), kamerunischer Fußballspieler
- Ollone, Alexander d’ (1695–1752), kursächsischer General der Kavallerie und kaiserlicher Feldmarschall-Lieutenant
- Ollone, Henri d’ (1868–1945), französischer Militärkommandant und Forschungsreisender
- Ollone, Max d’ (1875–1959), französischer Komponist
- Ollongren, Kajsa (* 1967), niederländische Politikerin

### Ollr
- Ollrog, Marc-Christian (* 1978), deutscher Journalist, Kommunikationswissenschaftler und Historiker

### Ollu
- Ollus, Johan (1886–1939), finnischer Eishockey-, Bandy- und Fußballspieler

### Olly
- Olly (* 2001), italienischer Popsänger und RapperOlly (* 2001)

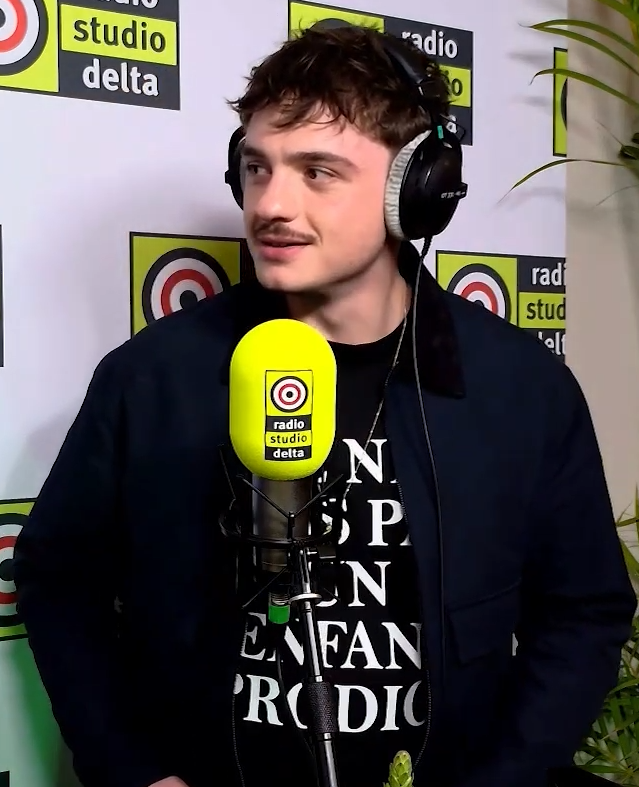
Olly (* 2001)

- Olly, Marietta (1873–1946), österreichische Tänzerin sowie Theater- und Filmschauspielerin